# Blatobulgium
Blatobulgium är en fornlämning i Storbritannien. Den ligger i kommunen Dumfries and Galloway i Skottland, 400 km nordväst om huvudstaden London. 
Blatobulgium var ett romerskt fort och anlagt som en nordlig utlöpare till Hadrianus mur. Den ligger vid den nutida byn Birrens.
Blatobulgium ligger 73 meter över havet. Runt Blatobulgium är det glesbefolkat, med 13 invånare per kvadratkilometer. Närmaste större samhälle är Annan, 8 km söder om Blatobulgium. Trakten runt Blatobulgium består i huvudsak av gräsmarker.